# Зелёный Фонарь: Берегись моей силы
«Зелёный Фонарь: Берегись моей силы» (англ. Green Lantern: Beware My Power) — американский мультфильм 2022 года. Главным героем является Джон Стюарт.
Мультфильм вышел 26 июля 2022 года на DVD и Blu-ray. Он собрал около 500 000 $ с покупок на домашних носителях.

## Сюжет
Много веков назад Стражи Вселенной создали организацию «Корпус Зелёных Фонарей» для защиты галактики. Её членами были выбраны существа со всей вселенной, которые обладали высоким интеллектом, силой воли и бесстрашием. Они получали кольца силы, которые заряжаются от силовой батареи; после смерти носителя выбирается преемник.
На Танагаре, после кровавой танагарианско-раннианской войны, было заключено перемирие для проведения совместного проекта по строительству моста между планетами рас. Во время испытаний Зета-Луча Синестро, отвернувшийся от Зелёных Фонарей, проник в командный центр и саботировал эксперимент. Зелёный Фонарь Хэл Джордан, которому было поручено следить за проектом, не смог остановить луч, который телепортировал Танагар к Ранну, убив многих танагарианцев и вызвав новую войну. Синестро одолел раненого Джордана, но тот успел выпустить своё кольцо силы. Затем Синестро заразил Джордана паразитом Параллаксом и подчинил Зелёного Фонаря себе. Однако паразит только сделал Джордана более могущественным, и он поработил Синестро.
Синестро и Джордан уничтожили Корпус Зелёных Фонарей и Стражей, кроме Гантета. Последний терпит крушение на Земле и отдаёт кольцо силы бывшему морскому пехотинцу Джону Стюарту. С помощью кольца Джон попадает на Сторожевую Башню Лиги Справедливости, где встречает Зелёную Стрелу, Марсианского Охотника и Виксен. Оливер Куин отправляется со Стюартом на родную планету Корпуса Зелёных Фонарей — Оа, чтобы расследовать смерть Джордана.
По прибытии на пару внезапно нападает танагарианка Шайера Хол, которую Стюарт едва не убивает. Она рассказывает им, что происходит, обвиняя раннианцев в начале войны, и неохотно соглашается отправиться со Стюартом и Зелёной Стрелой на Ранн за дополнительными ответами. По пути Джон перезаряжает своё кольцо, произнося клятву Зелёных Фонарей. На Ранне они встречают народного героя Адама Стрэнджа, который считался умершим. Он ведёт команду к Верховному командованию Ранна. Там они говорят с капитаном Кантусом, который рассказывает, что Сардат построил оружие Судного дня, способное уничтожить Танагар. Кантус обманом заставляет команду зарядить двигатели его корабля и улетает продолжать сражаться, жертвуя собой при убийстве врагов. Стрэндж и Хол узнают, что Сардат будет использовать Зета-Луч для разрушения планет и что кто-то маскируется под раннианские и танагарианские корабли для разжигания войны.
Команда выслеживает самозванцев и попадает в плен к Синестро. Они встречают Джордана, выдающего себя за заключённого. Им удаётся сбежать, но команда замечает изменения в Джордане. Ускользая от Корпуса Синестро, они прибывают на Ранн, где предъявляют Сардату доказательства того, что Синестро организовал войну между раннианцами и танагарианцами. Синестро и его Корпус начинают полномасштабное нападение на штаб-квартиру раннианцев. Стюарт неохотно убивает Синестро. Получив данные технологии Зета-Луча, Джордан раскрывает своё истинное лицо и убивает Сардата. Он использует кольца, которые забрал у мёртвых Зелёных Фонарей, и превращается в богоподобное существо. Джордан собирается уничтожить вселенную и воссоздать её на свой лад. Стюарт сражается с Джорданом, пока другие безуспешно пытаются остановить Зета-Луч. Стюарт справляется Джорданом и забирает у него кольца Фонарей, за исключением одного. Джордан пользуется нерешимостью Стюарта и пытается нанести смертельный удар, но его застреливает Зелёная Стрела. Зета-Луч активируется, но Стрэндж летит к нему и жертвует собой, чтобы спасти Ранн и Танагар.
После этого Стюарт, Куин и Хол возвращаются на Землю. Зелёный Фонарь отправляет кольца силы в космос, чтобы они нашли новых владельцев и возродили Корпус. Шайера собирается на Танагар и прощается с Джоном, надеясь снова пересечься с ним в будущем.

## Роли озвучивали
- Элдис Ходж — Джон Стюарт / Зелёный Фонарь
- Джимми Симпсон — Зелёная Стрела
- Айк Амади[англ.] — Марсианский Охотник
- Брайан Блум[англ.] — Адам Стрэндж[англ.]
- Джэми Грэй Хайдер[англ.] — Шайера Хол[англ.]
- Мара Жюно — Лисса Драк, Бант Дар
- Джейсон Дж. Льюис — Гантет[англ.], капитан Кантус
- Сунил Малхотра — кольцо, раннианский командир
- Нолан Норт — Хэл Джордан / Зелёный Фонарь / Параллакс
- Киша Шарп — Виксен[англ.]
- Саймон Темплмен[англ.] — Сардат[англ.]
- Рик Д. Вассерман[англ.] — Синестро

## Отзывы
Саманта Нелсон из IGN дала мультфильму 4 балла из 10 и написала, что «к сожалению, сценаристы Эрни Альтбэкер и Джон Семпер, а также режиссёр Джефф Уоместер не могут на самом деле оправдать свои грандиозные амбиции». Сэм Стоун из Comic Book Resources похвалил рост персонажа Джона Стюарта. Джулиан Роман из MovieWeb отметил, что у мультфильма «слишком сложный сюжет». Адам Тинер из DVD Talk выше всего оценил качество аудио в картине.